# Eero Lehtonen
Eero Reino Lehtonen (Mikkeli, 21 de abril de 1898 – Helsínquia, 9 de novembro de 1959) foi um atleta finlandês de pentatlo que participou dos Jogos Olímpicos de Verão de 1920 e de 1924, ganhando duas medalhas de ouro no pentatlo.